# Contea di Eddy (Dakota del Nord)
La contea di Eddy (in inglese Eddy County) è una contea dello Stato del Dakota del Nord, negli Stati Uniti. La popolazione al censimento del 2000 era di 2 757 abitanti. Il capoluogo di contea è New Rockford.